# Musica Diablo
Musica Diablo ist eine brasilianische Thrash-Metal-Band aus São Paulo, die im Jahr 2008 gegründet wurde.

## Geschichte
Die Band wurde im Jahr 2008 von Gitarrist Andre NM gegründet. Zusammen mit Ricardo Brigas (E-Bass) und Edu Nicollini (Schlagzeug) spielten sie wöchentlich einige Stücke. Anfangs coverten sie Stücke von Kreator, Nuclear Assault und Municipal Waste. Währenddessen entwickelten sie einige eigene Stücke. Ende des Jahres nahmen sie einige Demos in ihrem Aufnahmeraum auf. Infolgedessen begann die Suche nach einem passenden Sänger. Den Posten erlangte Derrick Green, Sänger von Sepultura und Freund von Andre NM.
Die Band entwickelte weiter neue Lieder, sodass Mitte des Jahres 2009 15 Lieder vollendet waren. Im November des Jahres stieß André Curci als zweiter Gitarrist zur Band. Im Januar 2010 nahm die Band unter Leitung von Rafael Ramos in Rio de Janeiro das erste Album auf. Einen Monat später wurde die Gesangsspur von Sänger Derrick Green in São Paulo aufgenommen, erneut mit Produzent Ramos.
Das selbstbetitelte Album erschien im Mai 2010.

## Stil
Die Band spielt klassischen Thrash Metal, der schnell gespielt wird und ein technisch hohes Niveau aufweist. Sie wird mit anderen Bands des Genres wie Exodus, Nuclear Assault, Municipal Waste und den frühen Sepultura verglichen.

## Diskografie
- 2010: Musica Diablo (Album, SAOL / H’Art / Zebralution)